# Parvicaecilia
Parvicaecilia là một chi động vật lưỡng cư trong họ Caeciliidae, thuộc bộ Gymnophiona. Chi này có 2 loài và không bị đe dọa tuyệt chủng. Chúng đều được tìm thấy ở Colombia.

## Danh sách loài
- Parvicaecilia nicefori (Barbour, 1924)
- Parvicaecilia pricei (Dunn, 1944)